# Rhena Schweitzer-Miller
Rhena Schweitzer-Miller (* 14. Januar 1919 in Straßburg; † 22. Februar 2009 in Los Angeles) war die Tochter von Friedensnobelpreisträger Albert Schweitzer und Helene Bresslau.

## Leben und Werk
Rhena Schweitzer-Miller wuchs in Deutschland, Frankreich und der Schweiz auf.
Im Jahr 1939 heiratete sie Jean Eckert, einen Orgelbauer, den sie in Paris kennengelernt hatte, wurde später aber wieder von ihm geschieden. Bis Ende der 1950er absolvierte sie eine medizinische Ausbildung.

### Arbeit in Lambarene
Ab 1960 arbeitete sie im Krankenhaus ihres Vaters in Lambaréné in Gabun und übernahm nach dessen Tod im September 1965 bis 1970 die administrative Leitung des Spitals. Im Religionsunterricht wird noch heute der von ihr gedrehte Dokumentarfilm über die Hospitalarbeit in Lambaréné empfohlen.
Ihren zweiten Mann, den amerikanischen Arzt David C. Miller, lernte sie bei ihrer Arbeit in Lambaréné kennen, dieser arbeitete dort mit ihrem Vater zusammen.

### Humanitäre Arbeit
Mit ihrem zweiten Mann verrichtete sie in mehreren Ländern humanitäre Arbeit im Geist ihres Vaters. Sie arbeiteten u. a. in Indien, Vietnam, Bangladesch, Nigeria, Jemen und Ägypten in medizinischen Projekten. In Pakistan hatte ihr Mann die Verantwortung für 80.000 Flüchtlinge.
In den späten 1960er Jahren, während des Biafra-Krieges in Nigeria, nahm sie etwa 20 Igbo-Kinder in ihrem Haus auf, wie sie der New York Times im Jahr 1968 mitteilte.
Zusammen mit Harold Robles gründete Schweitzer-Miller im Jahr 1984 das Albert Schweitzer Institute for the Humanities, das später seine Zentrale an die Quinnipiac University in Hamden, Connecticut verlegte. Robles und Miller kreierten 1990 die „Reverence for Life Commendation“ um humanitäre Anstrengungen im Geiste Albert Schweitzers auszuzeichnen.

### Botschafterin für die Albert-Schweitzer-Gesellschaften
Neben diesem Engagement war sie aber auch später noch für das Werk ihres Vaters tätig als Botschafterin für viele seinen Namen tragenden Organisationen. U.a. besuchte sie 2001 die Fobung Foundation in Kamerun. Außerdem informierte sie sich auch über die Österreichische Albert Schweitzer Gesellschaft.

### Privatleben
Rhena Schweitzer-Miller ist aus erster Ehe Mutter von Philippe, Monique Egli, Christiane Engel und Catherine Eckert und hatte bei ihrem Tod acht Enkel und fünf Urenkel.